# Louis de Clermont, seigneur de Bussy d’Amboise

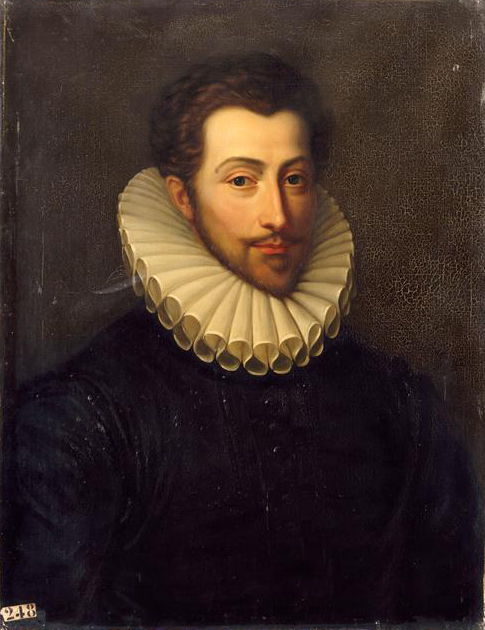
Porträt Louis’ de Clermont von Édouard Pingret, 1835, nach einem älteren Original

Louis de Clermont, seigneur de Bussy d’Amboise (* 1549; † 1579) war ein französischer Adliger aus der Zeit Königs Heinrich III. – voller Mut und Beherztheit, stolz, oft gewalttätig und provokant. Er ist ein Verwandter von Georges d’Amboise, dem Kardinal und Minister Ludwigs XII., sowie ein Großneffe des Kardinals Georges II. d’Amboise.

## Leben
Wie sein Vetter, der Schriftsteller François d’Amboise, begleitete er Heinrich, damals noch Herzog von Anjou, nach Polen zu dessen Wahl zum König. Er trat hinterher in den Dienst des Herzogs von Alençon, jüngerer Bruder und Rivale Heinrichs, und wurde dessen Favorit. Er wurde schnell bekannt bei Hofe, wo er der Liebhaber der Königin Margot gewesen zu sein scheint.
Misstrauisch und provozierend gegenüber der Partei des Königs, nahm Bussy an den Intrigen teil, die am Hof zwischen Heinrich und seinem Bruder stattfanden. Er bespöttelte offen die Mignons des Königs, mit denen er sich häufig im Duell schlug. Er half dem Herzog von Alençon bei seiner Flucht vom Hof, wo Heinrich ihn festgehalten hatte.
Bussy war im Jahr 1572 einer der Täter in der Bartholomäusnacht, in der er – neben anderen – Antoine de Clermont ermordete, seinen Verwandten, gegen den er prozessierte und dessen Schlosses er sich anschließend bemächtigte. Schließlich wurde er Opfer seiner eigenen Arroganz, als er versuchte, die Herrin von Montsoreau zu verführen, und wurde in einem Hinterhalt getötet, den ihr Ehemann ihm gelegt hatte.
Louis de Bussy d’Amboise ist die zentrale Figur in Alexandre Dumas’ Roman La Dame de Monsoreau. In Dumas’ Schauspiel Henri III et sa cour von 1829 ist er eine der Hauptcharaktere. Darüber hinaus ist der Titelheld der Schauspiele Bussy d’Ambois (1607) und The Revenge of Bussy d’Ambois (1613) des englischen Schriftstellers George Chapman.